# Victory Bateman
Victory Bateman (6 de abril de 1865 en Filadelfia – 2 de marzo de 1926 en Los Ángeles) fue una actriz de cine mudo estadounidense. Su padre, Thomas Creese, y su madre, Elizabeth "Lizzie" Creese, eran actores. En teatro, Ms. Bateman apareció en la gira de 1900 de "The Man From Mexico" y en la gira de 1919 de "Seven Days' Leave".
Nació nueve días antes del asesinato de Abraham Lincoln, pero se la llamó Victory debido a la victoria final del Norte sobre el Sur confederado, que puso fin a la Guerra de Secesión. A principios de la década de 1890, se vio envuelta en el proceso de divorcio de los actores Aubrey Boucicault y Amy Busby. Aunque más tarde fue exonerada de toda implicación en el caso, Bateman se vio obligada a dimitir de un grupo exclusivamente femenino llamado Professional Woman's League. En un momento dado, estuvo casada con Wilfred Clarke, hijo de John Sleeper Clarke y Asia Booth, y sobrino de Edwin y John Wilkes Booth. En el momento del juicio de Boucicault, llevaban muchos años separados. Más tarde, también se casó con Harry Mestayer y con George Cleveland. Ella y sus dos últimos esposos acabaron involucrándose en la industria del cine mudo.
En cuanto a su aspecto, Bateman se parecía mucho a la más recordada Marie Dressler y también a la posterior Frances Bavier, la tía Bee de The Andy Griffith Show.

## Filmografía
- Nicholas Nickleby (1912) as Miss La Creevy
- Her Cousin Fred (1912) as Victory, Fred's Sister
- Tangled Relations (1912) como La viuda, madre de Florence
- Her Nephews from Labrador (1913) como La tía
- The Dove in the Eagle's Nest (1913)
- For Her Boy's Sake (1913)
- The Lady Killer (1913)
- Article 47, L' (1913)
- The House in the Tree (1913)
- The Hendrick's Divorce (1913)
- The Ten of Spades (1914)
- The Ring (1914)
- The Thief and the Book (1914)
- The Stronger Hand (1914)
- Freckles (1914)

- The Power of Evil (1916)

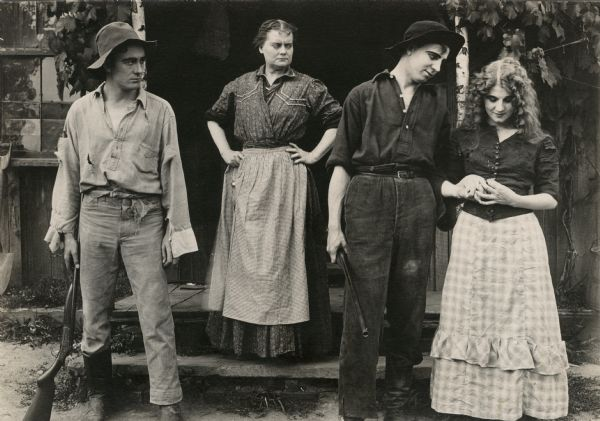
Bateman (en el escalón) en la película de 1912 After All

- Romeo and Juliet (1916) como Lady Montague
- The Passing of the Third Floor Back (1918) como Miss De Hooley
- The Service Star (1918) como tía Judith
- Cinderella's Twin (1920) como Ma Du Geen
- Beautifully Trimmed (1920) como Mrs. Calkins
- Keeping Up with Lizzie (1921) como Mrs. Henshaw
- A Trip to Paradise (1921) como Mrs. Smiley
- The Idle Rich (1921) como Mrs. O'Reilly
- A Girl's Desire (1922) como Mrs. Browne
- If I Were Queen (1922) como tía Ollie
- Captain Fly-by-Night (1922) como Señora
- Can a Woman Love Twice? (1923) como la casera de Mary
- Human Wreckage (1923) como madre Finnegan
- The Eternal Three (1923) como Mrs. Tucker
- Tess of the D'Urbervilles (1924) como Joan Durbeyfield
- The Turmoil (1924) como Mrs. James Sheridan